# Borneo
Borneo ist eine Insel im Malaiischen Archipel in Südostasien. Mit einer Fläche von knapp 752.000 km² ist sie nach Grönland und Neuguinea die drittgrößte Insel der Welt, die größte Insel Asiens und doppelt so groß wie Deutschland. Borneo ist aufgeteilt zwischen den drei Staaten Indonesien, Malaysia und Brunei.
In Indonesien wird die ganze Insel Kalimantan genannt. Teilweise wird die Bezeichnung Kalimantan im engeren Sinne auf den indonesischen Teil der Insel bezogen, unter anderem wegen der Benennung der fünf indonesischen Provinzen auf Borneo: Kalimantan Barat (West), Kalimantan Selatan (Süd), Kalimantan Timur (Ost), Kalimantan Utara (Nord) und Kalimantan Tengah (Zentral) ergeben insgesamt Kalimantan im Sinne von „indonesische Provinzen auf Borneo“.

## Geographie

### Lage im Malaiischen Archipel
Borneo liegt im Zentrum des gesamten Malaiischen Archipels. Ringsum liegen die Malaiische Halbinsel und Sumatra im Westen, Java und die Kleinen Sundainseln im Süden, Sulawesi im Osten und die Philippinen im Nordosten.
Umgebende Gewässer sind im Norden und Westen das Südchinesische Meer, im Süden die Javasee (die Verbindung ist die Karimata-Straße), im Osten die Straße von Makassar und die Celebessee sowie im Nordosten die Sulusee.
Nördlich Borneos liegt die malaysische Insel Banggi. Nordöstlich vorgelagert liegen die Turtle Islands, um die der Nationalpark Turtle Islands Park of Sabah 1976 etabliert wurde.

### Landschaft
Borneo ist mit über 750.000 km² mehr als doppelt so groß wie Deutschland und auch größer als jedes andere europäische Land außer Russland. Die Küste der Insel ist insgesamt 4971 km lang und ist relativ unzugänglich, obwohl überwiegend flach, im Tief- oder auch Schwemmland.
Borneo liegt auf dem Äquator, der die Insel etwas südlich ihrer Mitte schneidet. Dem Klima entsprechend kann sich die natürliche Vegetation als tropischer Regenwald und ab einer bestimmten Höhe als Bergregenwald oder Nebelwald ausbilden. Auf der niedrigsten Höhe (an den Küsten) gehen die Wälder zum Teil direkt oder mit den Torfmoorwäldern als Zwischenzone in Mangrovensümpfe über. Damit ist Borneo, mit seinem Hügelland und niedrigeren Gebirgen (einige zu sumpfige oder zu hoch gelegene Bereiche ausgenommen) unter natürlichen Bedingungen das drittgrößte zusammenhängende Gebiet eines tropischen Tiefland-Regenwaldes der Erde, nach dem Amazonasgebiet und Zentralafrika (Kongobecken). Aus dieser Gegebenheit (und nicht etwa wie immer wieder erwähnt wird wegen der erschwerten Zugänglichkeit) resultiert auch die (traditionell; relativ) schwache Besiedlung.
Borneo profitiert nicht wie einige weitere Sundainseln  vom Vulkanismus und weist deshalb weitestgehend nicht die typischen lessivierten oder sonst wenig fruchtbaren Tropenböden auf, auf denen die meisten tropischen Regenwälder stehen.
Diese dichten, als Wildnis erscheinenden Wälder sind jedoch nicht generell als Urwald zu betrachten, da schon die traditionellen Bewohner der Insel meist keine reinen Jäger und Sammler waren, sondern angepassten Brandrodungswanderfeldbau betrieben. Dieser ist bei geringer Bevölkerungsdichte für das Ökosystem zu vertragen, solange die Vegetation genug Zeit zur Regeneration hat und ausreichend große Rückzugsgebiete für sensible Arten bleiben. Bei schonender Bewirtschaftung ist es zum Teil schwierig zwischen Primär- und Sekundärwäldern zu unterscheiden (siehe auch Natürlichkeit von Wäldern). Seit den ersten Erschließungen der Kolonialzeit und mit den modernen Ausweitungen nicht nachhaltiger Nutzung und den Migrationen seit deren Ende haben sich diese Verhältnisse jedoch völlig gewandelt und die natürlichen Landschaften Borneos sind einer immer stärkeren Zerstörung ausgesetzt.
Die Oberfläche der Insel ist wenig gegliedert.

### Gebirge
Es gibt eine lange Bergkette, die sich vom Nordosten der Insel, dem Kap Sampanmangio (Simpang Mengayau), bis zu ihrer südwestlichen Spitze, dem Kap Datu, erstreckt. Diese gliedert sich auf in das Irangebirge (Pegunongan Iran) in Sabah, Ober-Kapuas-Gebirge (Pegunongan Kapuas Hulu) auf der Grenze zwischen Sarawak und Kalimantan Barat, sowie in südwestlicher Richtung im Grenzgebiet zwischen den Provinzen Kalimantan Barat (Westkalimantan) und Kalimantan Timur (Ostkalimantan) beziehungsweise Kalimantan Tengah (Zentralkalimantan) anschließend das Müllergebirge (benannt nach dem Mainzer Major Georg Müller) und das Schwanergebirge (benannt nach dem Mannheimer Geologen Carl Schwaner). Im Südosten der Insel erstreckt sich das Meratusgebirge.
Die höchste Erhebung befindet sich im Nordosten der Insel, der Berg Kinabalu, mit 4095 m gleichzeitig der höchste Berg (des geographischen) Südostasiens. Er überragt alle weiteren Berge der Insel – wie auch sämtliche Vulkane des Sundabogens und des Malaiischen Archipels. Nur in Ozeanien, im Westteil Neuguineas, der von Indonesien eingenommen wurde, und im Himalaya Myanmars wird seine Höhe auf dem Gebiet südostasiatischer Staaten übertroffen. Granit und Schiefergebirge findet man insbesondere im Westen Borneos.
Am 5. Juni 2015 ereignete sich ein Erdbeben der Stärke 5,9 bis 6,0 im malaysischen Teil der Insel, das am Kinabalu Erd- und Felsrutsche und Steinschlag auslöste und zumindest 19 Menschen tötete.

### Flüsse
Das größte Flusssystem Borneos ist der Kapuas in Westkalimantan mit einer Länge von 1143 km. Weitere große Flüsse sind der Mahakam in Ostkalimantan mit 980 km, der Barito in Süd-Kalimantan mit 880 km, der Rajang in Sarawak mit 562,5 km und der Sungai Kinabatangan mit 560 km.
Im Wesentlichen sind auch die Flusssysteme bestimmend für die Einteilung Borneos in Staaten und Provinzen. Grenzen bilden im Wesentlichen die Bergketten als Wasserscheiden mittig der Insel. Flüsse waren in der Geschichte Borneos auch die Verlängerung der Küsten-Einflusszonen der ringsum liegenden Sultanate, einst klassische Thalassokratien mit Fokus auf die Küste, Häfen, und die Herrschaft über das angrenzende Meer sowie über die Flüsse als Hauptverkehrswege.
Noch heute weist das Straßennetz Borneos große Lücken auf bzw. ist im Sinne eines „Netzes“ inexistent; nicht einmal eine rundum durchgehende Küstenstraße gibt es, da Indonesiens Nord-Provinz Kalimantan Utara praktisch keine Straßen in das malaysische Sabah hat.
Es gibt auf Borneo riesige Gebiete ohne Straßenanbindung. Flüsse sind weiterhin Hauptverkehrswege auf Borneo. Daher sind die Flüsse Borneos, befahren mit Langbooten mit starken Motoren, oft mit der Befähigung, auch Stromschnellen zu befahren, für den Verkehr in Borneos Landschaften abseits der Küsten sehr wichtig.

### Vorgelagerte Inseln

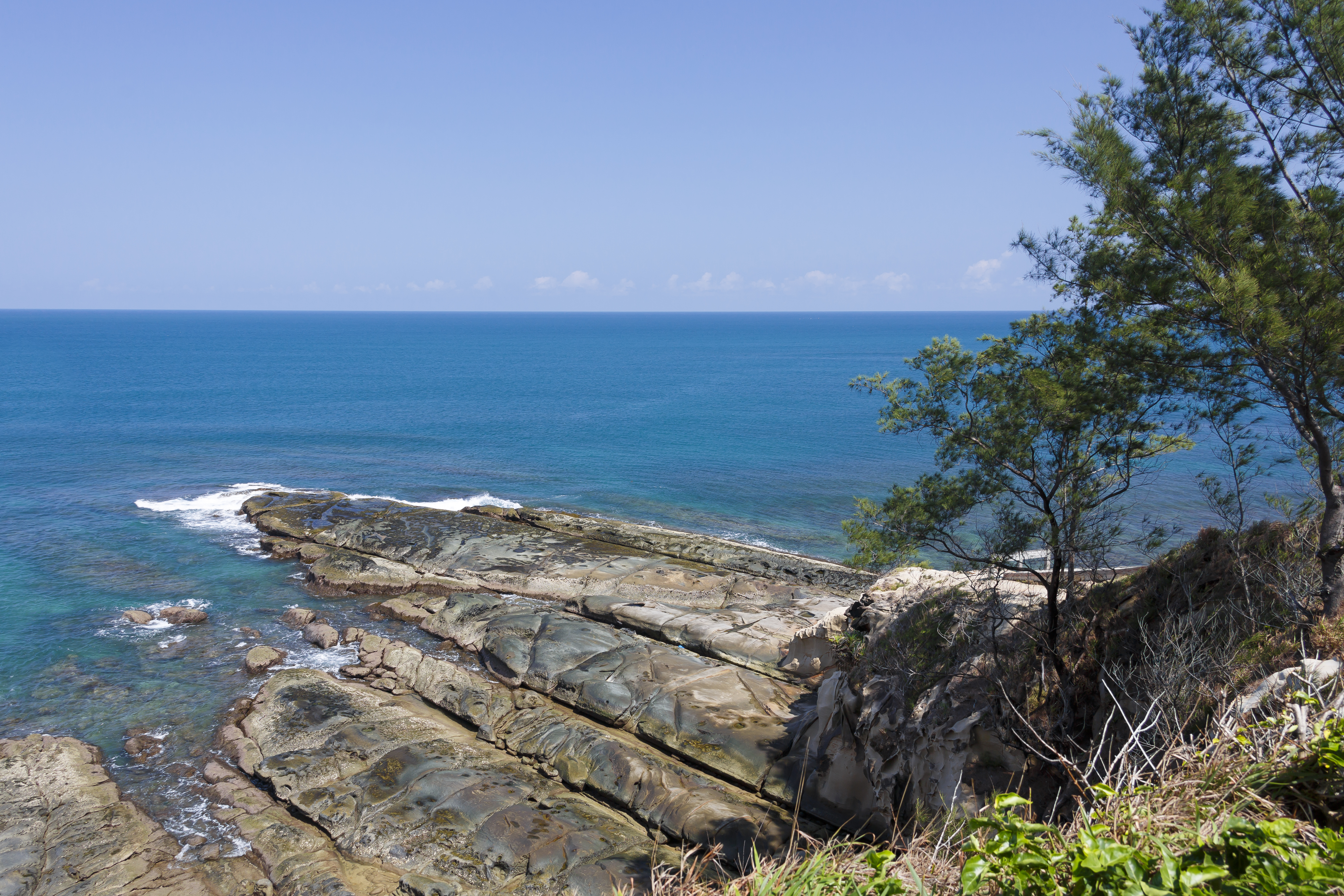
Tanjung Simpang Mengayau, die Nordspitze von Borneo an der Sulusee. An diesem Kap im Distrikt Kudat liegt Pulau Kalampunian in Sichtweite, eine der vorgelagerten Inseln.

Im Norden sind der Küste die zum Distrikt Kudat gehörenden Inseln Pulau Balambangan, Pulau Banggi, Pulau Malawali und Pulau Matunggong vorgelagert, östlich davon die zum Distrikt Beluran gehörenden Inseln Pulau Jambongan und Pulau Tigabu, im Süden die zum Distrikt Semporna gehörenden Inseln Pulau Bohayan, Pulau Tabawan, Pulau Timbun Mata, Pulau Mata Pahi, Pulau Bohey Dulang und Pulau Omadal.
Weiter im Süden liegt die Insel Sebatik, die teilweise zu Malaysia, zum Distrikt Tawau und teilweise zu Indonesien, zur Provinz Kalimantan Timur gehört. Nach Osten hin schließt sich hier der Sulu-Archipel an, der aber bereits zu den Philippinen gehört.
Im Süden findet sich die zur indonesischen Provinz Kalimantan Selatan gehörende Insel Laut.

### Städte
Die größten Städte Borneos heißen wie folgt:
| Platz | Stadt         | Bevölkerungszahl | Staat              |
| ----- | ------------- | ---------------- | ------------------ |
| 1     | Kuching       | 632.505          | Malaysia (Sarawak) |
| 2     | Banjarmasin   | 598.518          | Indonesien         |
| 3     | Kota Kinabalu | 543.765          | Malaysia (Sabah)   |
| 4     | Pontianak     | 466.090          | Indonesien         |
| 5     | Sandakan      | 453.759          | Malaysia (Sabah)   |
| 6     | Balikpapan    | 453.575          | Indonesien         |
| 7     | Samarinda     | 356.034          | Indonesien         |
| 8     | Tawau         | 354.243          | Malaysia (Sabah)   |
| 9     | Miri          | 257.305          | Malaysia (Sarawak) |
| 10    | Loa Janan     | 229.946          | Indonesien         |

### Klima
Borneo liegt mitten in den Tropen und hat ein entsprechendes, ausgesprochen tropisches Klima mit hoher Luftfeuchtigkeit (über 80 %). Die Durchschnittstemperaturen schwanken zwischen 27,7 °C im Mai und 26,7 °C im Dezember. Auf dem größeren südlichen Teil Borneos gibt es keine ausgeprägte Regenzeit. Die mittlere Jahresniederschlagsmenge beträgt 3000 bis 4000 Millimeter. Der Norden hat zwei Regenzeiten, mit den stärksten Regenfällen zwischen Oktober und März.

## Flora und Fauna

### Tierwelt

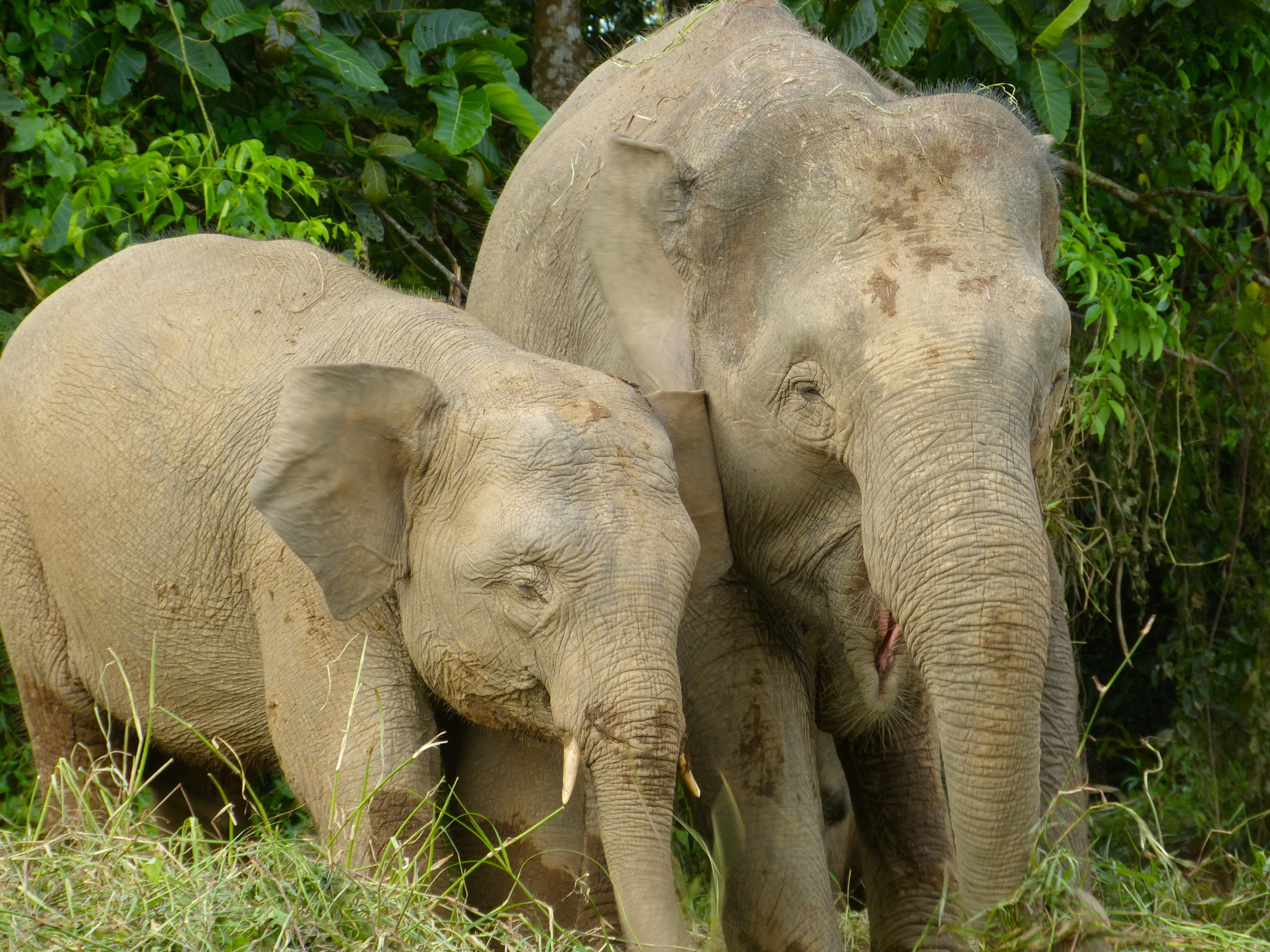
Borneo-Zwergelefant

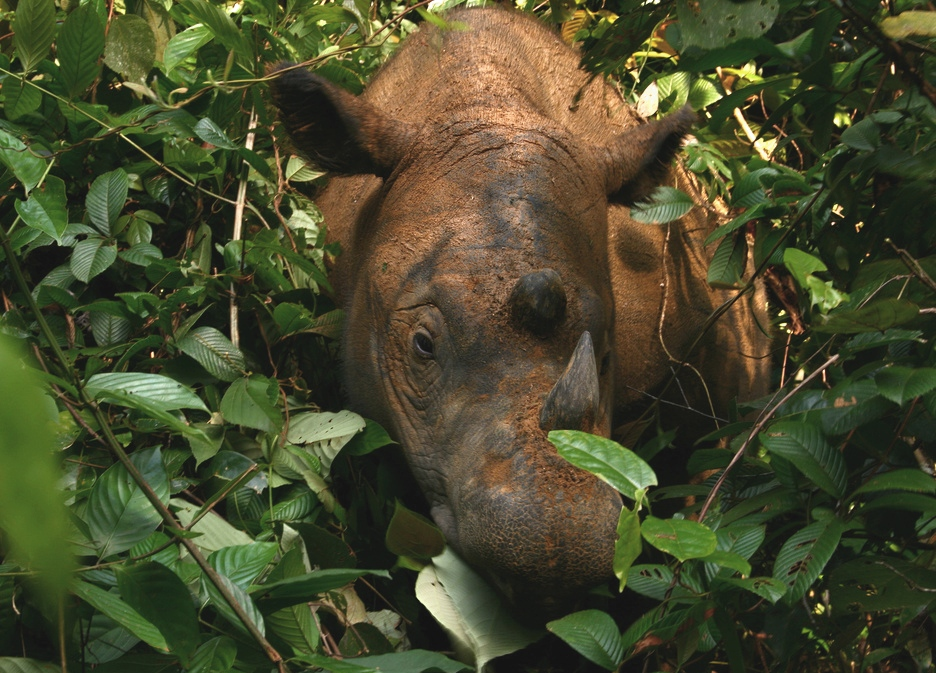
Sumatra-Nashorn im Habitat (auf Sumatra)

Die Fauna Borneos, obwohl westlich der Wallace-Linie gelegen und somit noch klar zur asiatischen Welt zugehörig, weist gewisse Besonderheiten auf, bedingt durch die relativ starke Isolation, mit einigen fehlenden Arten sowie einigen eigenen Arten oder Unterarten. Bisher sind 221 Säugetierarten auf Borneo bekannt. Dazu zählen an Primaten Orang-Utans (die es sonst nur im Norden Sumatras gibt), vier Arten der Gibbons, fünf Arten der Mützenlanguren, der Silberne Haubenlangur, der nur auf Borneo vorkommende Nasenaffe, sowie der Sunda-Koboldmaki.
Um den Schutz der Orang-Utans bemüht sich unter anderem die indonesische Borneo Orangutan Survival Foundation (BOS) bzw. BOS-Organisationen in verschiedenen Ländern wie z. B. BOS Deutschland e. V. oder BOS Schweiz sowie die Borneo Orang-Utan-Hilfe und die Orangutan Foundation (Nationalpark Tanjung Puting). Laut der Fachzeitschrift Current Biology sind auf Borneo von 1999 bis 2015 ungefähr 100.000 Orang-Utans verschwunden.
Neben den Affen bewohnen als Vertreter der Nagetiere verschiedene Arten der Schönhörnchen das Geäst des Waldes. Der Sunda-Nebelparder ist die größte Katze der Insel, Inseltiger (Unterarten von Sumatra. Java und Bali – letztere †) kommen nicht vor. Allerdings ist eine Anwesenheit der Art aus dem Pleistozän und durch subfossile Funde aus dem Holozän belegt. Auch der Leopard mit seinem über weite Teile Afrikas und des tropischen und subtropischen Asiens reichenden Verbreitungsgebiet (und auch auf Inseln ohne Tiger, z. B. Sri Lanka, präsent) fehlt auf Borneo (und Sumatra). Kleinere Katzenarten sind die Flachkopfkatze, die Borneo-Goldkatze und die Bengalkatze. Wie ein verkleinerter Nebelparder, aber noch besser an das Leben auf den Bäumen angepasst wirkt die Marmorkatze, deren Verbreitungsgebiet sich in etwa mit dem der zwei Arten der größeren Katze deckt. Ebenfalls in diesem Raum und Habitat verbreitet ist der Binturong, eine besondere Schleichkatzenart. Auch die kleinen Malaienbären sind auch außerhalb Borneos vorkommende, typische Bewohner des Regenwaldes. Extrem selten ist das sehr scheue und mit etwa 30 Tieren vom Aussterben bedrohte Sumatra-Nashorn, das zwar früher ebenfalls über weite Teile Südostasiens verbreitet war, jedoch heute nur noch in letzten Rückzugsgebieten in Festland-Malaysia, auf Sumatra und Borneo überlebt – dort mutmaßlich nur noch in zwei Schutzgebieten in Sabah, dem nordöstlichsten Landesteil Malaysias auf Borneo.
Der Rhinozerosvogel ist nur eine von 622 bekannten hier vorkommenden Vogelarten, darunter gibt es Vogelarten wie den Laufkuckuck, die ausschließlich auf dieser Insel vorkommen. Weiterhin kommen 400 Reptilien- und Amphibienarten vor, darunter die Kapuas-Wassertrugnatter, die einzige bekannte Schlange der Erde, die chamäleonartig ihre Farbe ändern kann und der Borneo-Taubwaran.
Auf Borneo haben laut World Wide Fund For Nature (WWF) Forscher im Jahr 2003 eine neue Unterart des asiatischen Elefanten entdeckt, den Borneo-Zwergelefanten. Von diesem gibt es laut Schätzungen lediglich 1000 bis 1500 Exemplare. Laut einer Analyse der Zellen der Tiere und einem Vergleich mit anderen asiatischen Elefanten konnte widerlegt werden, dass sie vom Menschen vom Festland nach Borneo gebracht wurden. Sie stammen aller Wahrscheinlichkeit nach von Java. Bevor die Vorfahren der Borneo-Zwergelefanten auf Java (Java-Elefanten) im 16. Jahrhundert ausstarben, gelangten offenbar einige von ihnen in die heutige Provinz der Philippinen Sulu. Der Sultan von Sulu nahm im 17. Jahrhundert einige Elefanten als Gastgeschenk nach Borneo mit, wo sie sich vermehrten und offenbar bis heute überlebt haben. Viele Fakten stützen dies, wie etwa, dass es keine archäologischen Beweise des Borneo-Elefanten auf Borneo gibt. Auf Sulu selbst wurden die Elefanten im 18. Jahrhundert ausgerottet. Zugleich seien sie auch in ihrem Verhalten relativ zahm und sanftmütig. Aufgrund der Klassifizierung als eigene Unterart sprach der WWF dem Zwergelefanten die höchste Priorität hinsichtlich seines Schutzes zu.
Der WWF wies in jüngster Zeit weitere bisher weltweit unbekannte Tierarten nach – im Zeitraum von Juli 2005 bis September 2006 waren es 32 neue Arten. Fische: 30 Arten, darunter ein Vertreter aus der Ordnung der Karpfenartigen mit dem Namen Paedocypris micromegethes, der in extrem sauren Torfmoor-Gewässern der Insel vorkommt. Mit nur knapp einem Zentimeter Länge gilt er nach dem auf der Nachbarinsel Sumatra beheimateten Mini-Fisch Paedocypris progenetica als das zweitkleinste Wirbeltier der Welt. Nachgewiesen wurde auch eine Wels-Art mit hervorstehenden Zähnen und einem klebrigen Bauch, der es ihm erlaubt, sich in Stromschnellen an Felsen zu haften, sowie sechs Kampffische, von denen einer eine schillernde blau-grüne Markierung trägt. Amphibien: 2 Laubfroscharten.
Ein für den Erhalt der Großsäugetiere Borneos besonders wichtiges Reservat ist das Tabin-Wildreservat im Norden Sabahs, das eines der letzten Rückzugsgebiete für die größten Säugetierarten der Insel (Sumatra-Nashorn, Borneo-Elefant, Borneo-Banteng) darstellt. Weitere wichtige Gebiete für Großsäuger sind das Maliaubecken sowie das Schutzgebiet Danum Valley. Hier lebt insbesondere auch eine größere Population des Orang-Utan.

### Pflanzenwelt

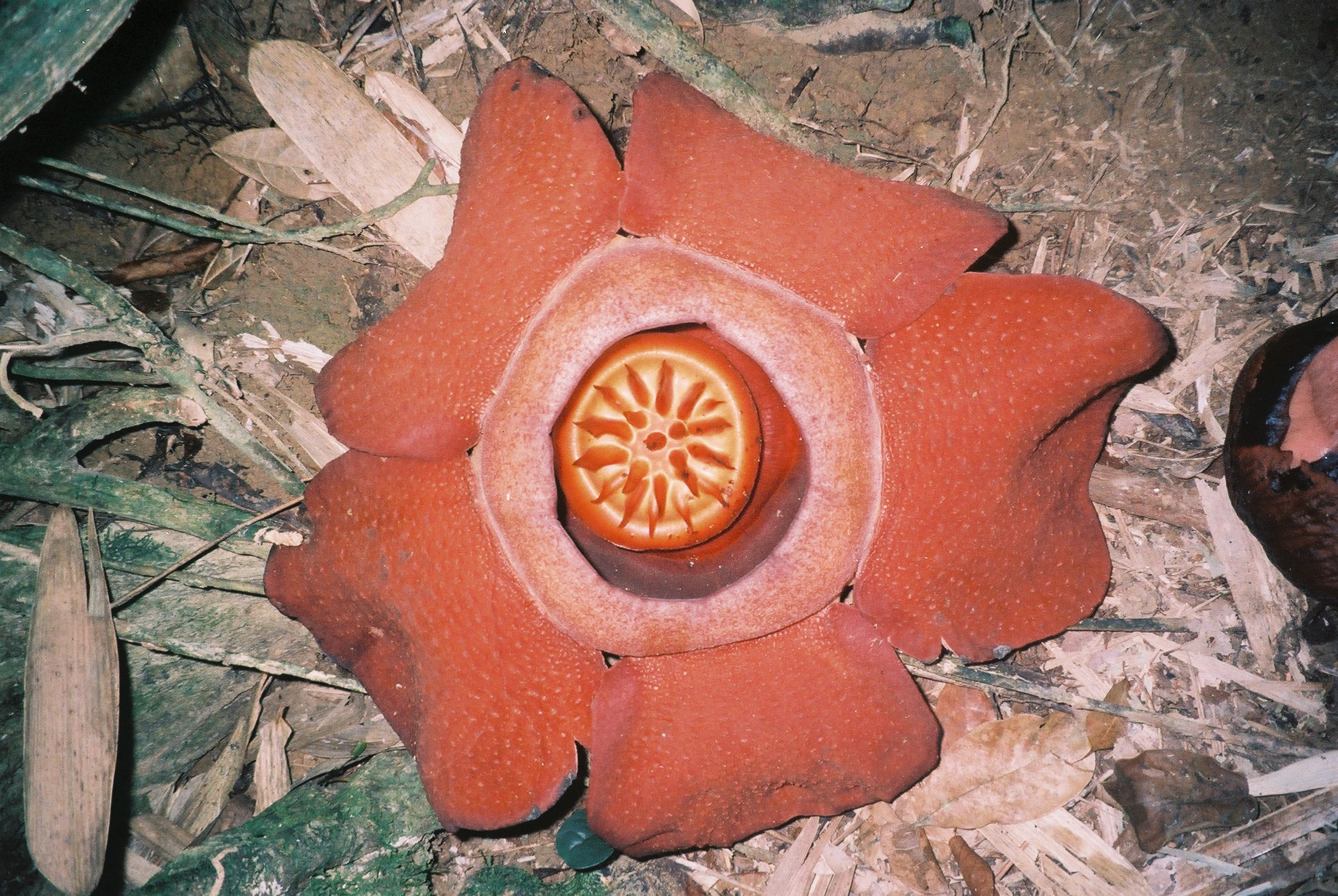
Rafflesia kerrii

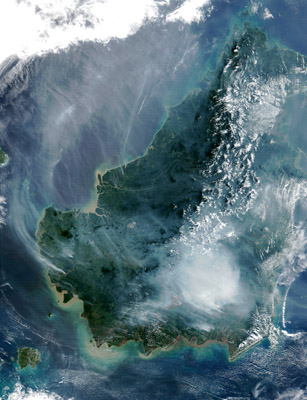
Großflächige Brandrodung in Kalimantan 2002

Etwa 15.000 Arten von Gefäßpflanzen (Tracheobionta) sind auf Borneo heimisch. Ein bedeutender Anteil hiervon ist endemisch, also nur auf Borneo zu finden. Nirgendwo sonst auf der Welt gibt es mehr Orchideenarten als auf Borneo. Über 750 Spezies wachsen allein an den Hängen des Kinabalu. Bekannt sind außerdem für den Bau wichtige Bäume wie Bangkirai (indon.: kayu besi) und die streng geschützte Schwarze Orchidee (indon.: anggrek hitam).
Allein in den Jahren 2005/2006 wurden auf Borneo 20 neue Gefäßpflanzen-Arten entdeckt, die bisher weltweit unbekannt waren: 16 Ingwergewächse der Gattung Etlingera, drei Baumarten sowie eine weitere Pflanzenart aus der Familie der Pfeilwurzgewächse.
Die Wälder Borneos sind eine der ältesten und aus diesem Grund artenreichsten tropischen Regenwälder und Ökosysteme auf dem Planeten. Paradoxerweise entstammt ein großer Teil der sie bildenden Baumarten einer einzigen botanischen Familie, den Flügelfruchtgewächsen (Dipterocarpaceae), weshalb man auch von Dipterocarpaceenwäldern spricht, die alleine schon einen Reichtum an Baumarten hervorgebracht haben, wie er für tropische Regenwälder bezeichnend ist.
Die gesamte zum Teil weltweit einzigartige Tier- und Pflanzenwelt Borneos ist stark bedroht durch den Rückgang des tropischen Regenwaldes aufgrund zunehmender menschlicher Nutzung durch Brandrodung.

## Bevölkerung
Die Bevölkerung des indonesischen Teils von Borneo besteht aus Malaien (etwa 40 %), einer Vielzahl von indigenen Dayak-Völkern (etwa 40 %), darunter Bidayuh, Iban, Kayan, Kelabit, Kenyah, Lun Bawang, Ngaju, Penan, Punan und Sihan, sowie Chinesen (etwa 12 %).
Die Mehrheit der Inselbewohner folgt einer synkretistischen Religion bestehend aus islamischen und animistischen Elementen. Jedoch folgen auch viele, vor allem das Volk der Dayak, ihrer alten indigenen Religion Kaharingan, einer animistischen Religion mit Ahnenkult und Einflüssen von „Volks-Hinduismus“. Chinesen folgen großteils der Chinesischen Volksreligion, die auch von anderen (indigenen) Ethnien, aufgrund der Ähnlichkeiten zu ihren eigenen Volksreligionen, praktiziert wird. Generell gibt es Tendenzen für ein Erstarken der indigenen animistischen Religionen auf Borneo.
Seit den 1960er Jahren siedelte die indonesische Regierung zahlreiche landlose muslimische Bewohner der vor der Nordküste Javas gelegenen Insel Madura auf Borneo an, um die ethnische Zusammensetzung Borneos zu verändern. (Ähnliche Programme hatten schon die niederländischen Kolonialherren durchgeführt.) Im März 1999 kam es zu blutigen Konflikten zwischen Dayak und eingewanderten Maduresen in der Provinz Westkalimantan. Dabei wurden einige hundert Maduresen getötet.
Den malaysischen Teil der Insel bevölkern Bidayuh, Iban, Penan, Orang Ulu, Melanau, Malaien und Chinesen. Bei den Malaysiern Borneos überwiegt mit 56 % das Christentum (Stand November 2015).
Die Bevölkerung von Brunei im Norden der Insel ist überwiegend muslimisch.

## Politische Gliederung
Borneo ist politisch geteilt in das Sultanat Brunei, die malaysischen Bundesstaaten Sarawak und Sabah sowie das Bundesterritorium Labuan (strenggenommen nicht auf Borneo, sondern auf vorgelagerten Inseln) und die indonesischen Provinzen West-, Süd-, Ost-, Nord- und Zentralkalimantan. Borneo ist damit die einzige Insel, die zu drei Staaten gehört (vgl. Liste geteilter Inseln). (Bis 1919 war auch Neuguinea eine dreigeteilte Insel, nämlich unter den Kolonialmächten Deutschland, Großbritannien und Niederlande.)
Der größte Teil der Insel gehört zum indonesischen Territorium.
| Bundesstaat oder Provinz              | Hauptstadt          | Teil von Staat | Fläche km² | Fläche % | Bevölkerung 1) | Bevölkerung % |
| ------------------------------------- | ------------------- | -------------- | ---------- | -------- | -------------- | ------------- |
| Brunei                                | Bandar Seri Begawan | Brunei         | 5.765      | 0,77     | 338.788        | 1,9           |
| Sarawak                               | Kuching             | Malaysia       | 124.450    | 16,6     | 2.070.000      | 11,5          |
| Sabah                                 | Kota Kinabalu       | Malaysia       | 73.619     | 9,8      | 3.387.880      | 18,8          |
| Bundesterritorium Labuan 2)           | Bandar Labuan       | Malaysia       | 92         | 0,01     | 85.000         | 0,5           |
| Nordkalimantan (Kalimantan Utara)     | Tanjung Selor       | Indonesien     | 72.567     | 9,7      | 738.163        | 4,1           |
| Ostkalimantan (Kalimantan Timur)      | Samarinda           | Indonesien     | 127.267    | 17,0     | 3.550.586      | 19,7          |
| Südkalimantan (Kalimantan Selatan)    | Banjarmasin         | Indonesien     | 37.660     | 5,0      | 3.281.993      | 18,2          |
| Westkalimantan (Kalimantan Barat)     | Pontianak           | Indonesien     | 146.760    | 19,5     | 4.052.345      | 22,5          |
| Zentralkalimantan (Kalimantan Tengah) | Palangkaraya        | Indonesien     | 152.600    | 20,3     | 1.914.900      | 10,6          |
| Borneo                                |                     |                | 750.812    | 100,0    | 18.022.916     | 100,0         |

1) Zahlen zu Brunei und Indonesien: Fischer Weltalmanach 2009

2) strenggenommen nicht auf Borneo, sondern auf vorgelagerten Inseln (25 km von der Hauptinsel Borneos)
Im Westen liegen die Anambas-Inseln und die Malaiische Halbinsel. Südlich von Borneo befindet sich Java, südöstlich Sulawesi. Nordöstlich und östlich von Sabah liegen die Inseln der Philippinen, darunter Palawan, Basilan, Sulu und Mindanao.
Im Januar 2022 gab das indonesische Parlament grünes Licht für den Bau der neuen Hauptstadt Nusantara, die auf der Insel Borneo entsteht. Am 17. August 2024 wurde die neue Hauptstadt eingeweiht.

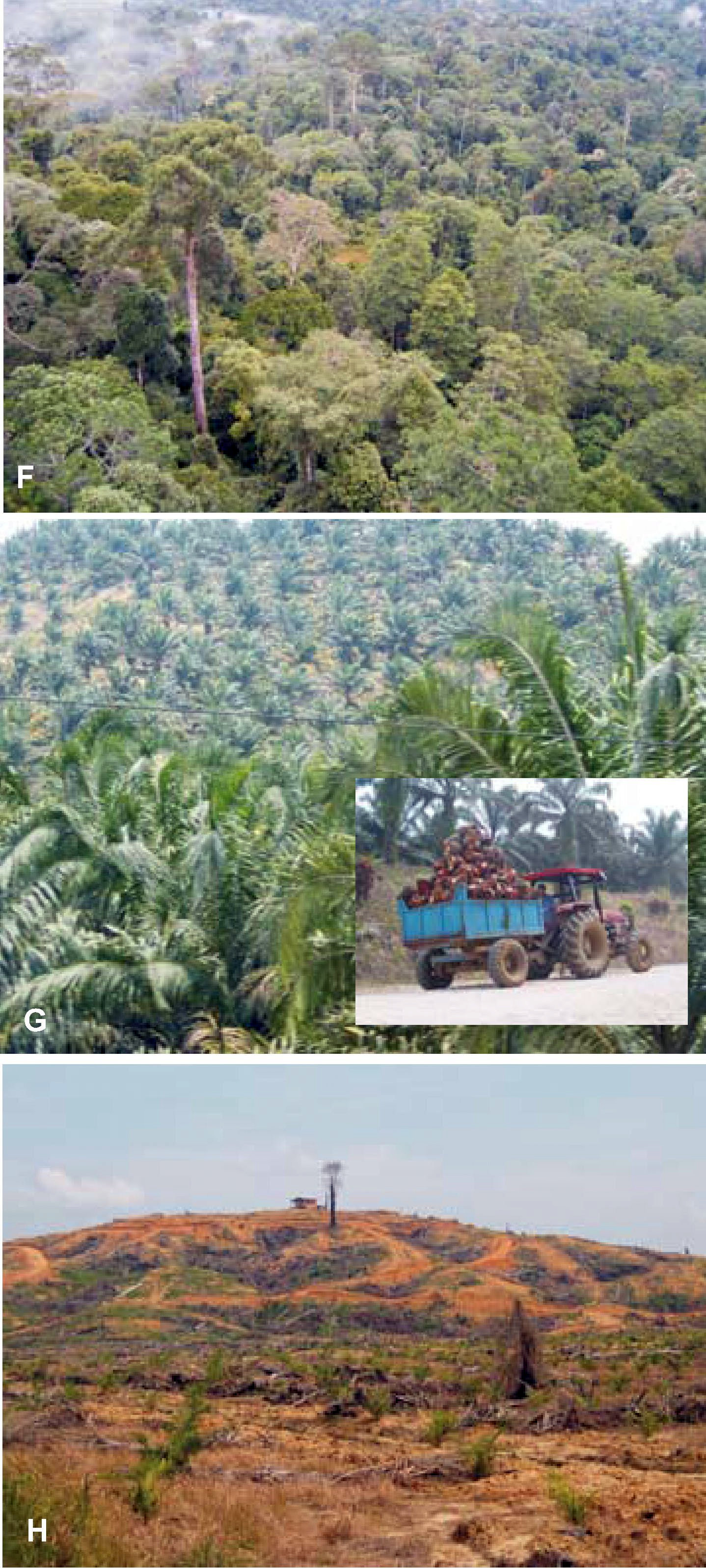
Zerstörung des Regenwaldes

Bilder von Handumrissen in Lubang Jeriji Saléh wurden auf ein Alter von 37.200 Jahren, eines dieser sogar auf bis zu 52.000 Jahren geschätzt.
Früh etablierten sich um ca. 500 bis 700 bereits rund um Borneos Flusssysteme Herrschaften als Thalassokratien, die den Handel, die Küstenschifffahrt, die Häfen und die großen Flüsse kontrollierten. Ganz Borneo lässt sich in knapp zehn große Flusssysteme einteilen, die auch im Wesentlichen die einstigen Herrschaftsbereiche markierten. Hier entstanden – teils mit Einfluss aus Java, teils aus dem Reich Majapahit, die späteren Sultanate Brunei, Sulu auf den heutig philippinischen Inseln mit Einfluss auch auf Borneos Nordküste, Berau, Bulungan, Kutei, Sambas, zunächst als hinduistische Fürstentümer (mit Rajas als Herrschern).
Später wurden hieraus ab ca. 1500 per der Verbreitung des Islam Sultanate mit muslimischen Herrschern. Teils waren die muslimischen Sultanate Gründungen als Vasallenstaaten, oder waren untereinander per Heirat verflochten, oder wurden kriegerisch expandiert, verschmälert, oder sie erloschen. War ein Sultan zugleich Oberherrscher anderer Sultanate, dann war sein Titel oft „Susunan“, was man als „Kaiser“ übersetzen kann. Die Binnenbereiche jedoch wurden nahezu immer sich selbst und der stammesbezogenen Selbstverwaltung der eingeborenen Stämme, der Dayak und Kayan belassen.
Eine komplette Sicht auf Borneos Fürstentümer ist in ihren zeitlichen Abläufen überaus komplex. Bis auf einen zeitlichen Vorlauf für Brunei geschah die muslimische Expansion parallel mit den aufkommenden Kolonialisierungsbestrebungen europäischer Mächte, wie den Portugiesen, den Spaniern, Niederländern und Briten. Die historische Sicht führt jedoch bis in die Neuzeit zu relevanten Problemen insbesondere um Ölbohrrechte zwischen den Staaten Malaysia, Indonesien und den Philippinen, die allesamt aus historischen Abläufen Ansprüche gegeneinander haben.
Vom 15. bis zum 17. Jahrhundert wurden weite Teile von Borneos Nordwesten vom malaiischen Sultanat Brunei regiert, im Norden und Nordosten bis herum in Bereiche des späteren Sultanates Bulungan. Der Bericht über Magellans Nachfolger (Elcano., Pigafetta et al.) ist aufschlussreich, da die Expedition 1521 zu einer Zeit nach Brunei kam, als das Sultanat Brunei auf dem Höhepunkt seiner Macht war. 50 Jahre später, um 1570, stritt man sich mit den kolonial auf den Philippinen expandierenden Spaniern im lokal so genannten „kastilischen Krieg“.
Danach wurde der nordöstliche Teil der Insel von dem alten malaiischen Sultanat von Sulu kontrolliert (reg. 1473–1899, auf Borneo später), das Küstenbereiche des heutigen Malaysia und des heutigen Indonesien beherrschte. In Semporna wird heute noch eine spanisch-malaiisch abgeleitete Kreolsprache gesprochen. Später erlangte die North Borneo Chartered Company die Macht. Die Gebiete, die zum Sultanat von Brunei gehörten, kamen als Sarawak unter die Herrschaft der britischen Brooke-Dynastie.
Im frühen 19. Jahrhundert schlossen britische und niederländische Kolonisten ein Abkommen, nach dem sie Handelshäfen gegeneinander tauschten. Der östliche Teil Borneos wurde niederländische Kolonie, der westliche Teil kam unter britische Herrschaft. China etablierte daraufhin Handel mit Borneo, teilweise bis tief in das Inland.
Im 19. Jahrhundert gab es im Sultanat Sambas im Südwesten Borneos diverse Exil-chinesische, selbstverwaltete Bergbau-Kleinreiche, die als Subsysteme von Sultanaten, als Kleinstaaten mit dem Zentrum Pontianak über Jahrzehnte ein Eigenleben führten und sich auf den Abbau von Erzen, z. B. Zinn konzentrierten.
Während des Zweiten Weltkriegs (Pazifikkrieg) eroberten japanische Truppen bei der Invasion Borneos 1941/42 die Insel und besetzten sie bis 1945. Das malaiische Sultanat von Sambas in Kalimantan wurde aufgelöst. Nach Landungen der Alliierten (Operation Oboe) kam es 1945 auf Borneo zu schweren Kämpfen mit den Japanern, die erst mit der Kapitulation Japans nach den Atombombenabwürfen auf Hiroshima und Nagasaki endeten.
Als am 31. August 1957 die Föderation Malaya von den Briten in die Unabhängigkeit entlassen wurde, gab es Pläne zur Ausdehnung der Föderation auch auf die noch unter britischer Herrschaft stehenden Gebiete Singapur, Sarawak, Brunei und Sabah. Diese wurden von Brunei am 7. Dezember 1962 zurückgewiesen. Die Philippinen ihrerseits erhoben am 5. August 1963 rechtliche Ansprüche auf Sabah und reichten Klage beim Internationalen Gerichtshof ein. Am 16. September 1963 stellte sich auch Indonesien gegen die Eingliederung von Sarawak und Sabah in die Föderation und entsandte Freischärler in die betroffenen Gebiete. Der mit dem indonesischen Wort Konfrontasi bezeichnete Kleinkrieg zwischen den Freischärlern und englischen bzw. Commonwealth-Truppen wurde nach der Entmachtung des indonesischen Präsidenten Sukarno durch dessen Nachfolger Suharto beigelegt. Die Föderation Malaya wurde in dieser Zeit dennoch um Sarawak, Sabah und Singapur (1965 wieder ausgetreten) erweitert, der so entstandene Staat wurde Malaysia. Brunei blieb britisches Protektorat und wurde am 1. Januar 1984 unabhängig.
Bis heute jedoch wirken die alten Streitigkeiten um Gebietsrechte nach. Grund hierfür ist der enorme Reichtum Borneos an Bodenschätzen, nicht nur an Öl rund um fast alle Küsten, auch an Kohle und Minerals. Die Streitigkeiten wirken sich in ungewöhnlichen Hindernissen der Zivilisation aus, z. B. gibt es auf der Ostseite Borneos kaum Straßenverbindungen zwischen der indonesischen Nordprovinz Kalimantan Utara und dem malaysischen Sabah, und auch keine durchgehende Küstenstraße, sondern nur wenige Kleinverbindungen zwischen Dschungel-Dörfern. Weiters sind erhebliche Probleme um die Migration vorhanden, teils Binnen-Migration in Indonesien (Transmigrasi), teils illegale Immigration von Philipinos nach Sabah und Kalimantan.

## Wirtschaft
An Bodenschätzen gewinnt man Kohle und Erdöl. Hauptsächlich wird in der Landwirtschaft Kopra, Sago und Kautschuk hergestellt. Im Südosten wird zudem Pfeffer angebaut. Von großer Bedeutung ist die Holzwirtschaft (Tropenhölzer). Diese werden in „selektivem“ Holzeinschlag ausgebeutet, der jedoch vorrangig nicht zur Schonung des Waldes so betrieben wird im Sinne von nachhaltiger Forstwirtschaft, sondern wegen der relativen Verstreutheit der nutzbaren Bäume von wirtschaftlichem Interesse. Die letztlich staatlich wenig kontrollierte Abholzung hat dazu geführt, dass die Regierungen auf internationaler wie auch auf nationaler Ebene in die Kritik geraten sind. Nach der schließlich vollständigen Rodung des Dschungels entstehen riesige Monokulturen von Palmöl-Plantagen.